# 下曽我駅
下曽我駅（しもそがえき）は、神奈川県小田原市曽我原にある、東海旅客鉄道（JR東海）・日本貨物鉄道（JR貨物）御殿場線の駅である。駅番号はCB01。

## 概要
御殿場線の第一種鉄道事業者であるJR東海と、同線の第二種鉄道事業者であるJR貨物が共同で使用する駅である。但し、JR東海が運行する旅客列車の発着はあるが、JR貨物が運営する貨物列車の発着はない。1922年の駅の開設時より日本国有鉄道（国鉄）やその前身組織など一つの事業者により運営されて来たが、1987年の国鉄分割民営化に際して駅の旅客営業をJR東海が、貨物営業をJR貨物がそれぞれ継承したため、2社が共有する現在の形態になった。
駅は小田原市の下曽我地区にある。駅開業時は駅名と同名の下曽我村があったが、1954年に小田原市に合併した。また、JR東海管轄の在来線の駅では最東端の駅となっており、JR東海のみが管轄する在来線停車駅では唯一の関東地方の市に属する駅となっている。小田原市内には同じJR東海の駅として小田原駅があるが、同じ市内にありながらJR東海としては相互に飛び地のような位置関係にある。
国府津駅は東京近郊区間に含まれるため、国府津駅と東京近郊区間発着の乗車券は100km以上の区間でも途中下車出来ないが、近郊区間外である当駅を発着する乗車券を購入すれば途中下車が可能となる。東京駅からの営業キロでは一番近い近郊区間外の駅となる。
御殿場線の途中駅の中で、丹那トンネル開通以前に東海道本線の駅として開業した7駅の一つである。

## 歴史
- 1911年（明治44年）5月1日：国有鉄道の下曽我信号所として東海道本線国府津 - 松田間に開業[1]。
- 1922年（大正11年）
  - 4月17日：下曽我信号場に改称[1]。
  - 5月15日：下曽我駅に昇格、旅客・貨物営業開始[1]。
- 1923年（大正12年）9月1日：関東大震災により駅舎倒壊。
- 1934年（昭和9年）12月1日：熱海 - 沼津間の開通に伴い、東海道本線国府津 - 下曽我 - 沼津間は御殿場線に改称[2]。
- 1943年（昭和18年）7月11日：御殿場線単線化。付近の線路は信号所開設前の1901年に複線化されていた。
- 1962年（昭和37年）8月21日：貨物取扱廃止[1]。
- 1967年（昭和42年）10月1日：専用線発着貨物取扱再開[1]。住友セメント下曽我サービスステーション開設と同時期[3]。
- 1968年（昭和43年）4月27日：国府津 - 御殿場間電化に伴い、駅構内を電化。
- 1984年（昭和59年）2月1日：荷物扱い廃止[1]。
- 1987年（昭和62年）4月1日：国鉄分割民営化に伴い、東海旅客鉄道（JR東海）と日本貨物鉄道（JR貨物）の駅となる[1]。
- 1998年（平成10年）
  - 3月：駅員の配置時間を12時間に変更[4]。
  - 10月3日：貨物列車設定廃止。
- 2019年（平成31年）3月2日：沼津駅方面においてICカード「TOICA」の利用が可能となる[5]。
- 2021年（令和3年）3月13日：国府津駅方面においてICカード「TOICA」の利用が可能となる[6]。

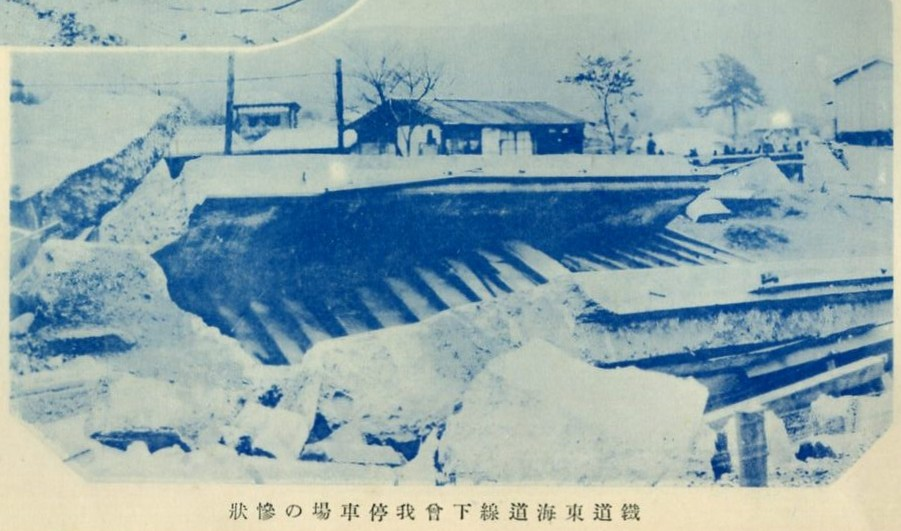
関東大震災による下曽我駅ホームの地下道の被害

## 駅構造

### 駅構内・ホーム
島式ホーム1面2線を有する地上駅。ホームの北側は上り列車が使用する1番線、南側は下り列車が使用する2番線である。1・2番線共に上下両方の信号機が設置されており、御殿場方面発で当駅で折返す列車の設定も可能である。そのため、御殿場線で運用される313系と211系には下曽我行の方向幕が用意されているが、定期列車ではそのような列車は設定されていない。
ホームは御殿場線内としては長めであるが、屋根が設置されているのは地下通路付近の2両分のみである。基本的に、列車の国府津寄り2両が屋根のある場所に停車する。この屋根のある部分とその上大井寄りに位置する屋根のない部分3両分の合計5両編成分にホーム嵩上げなどのバリアフリー工事が施されている。
| 番線 | 路線        | 方向 | 行先             |
| ---- | ----------- | ---- | ---------------- |
| 1    | CB 御殿場線 | 上り | 国府津方面       |
| 2    | CB 御殿場線 | 下り | 御殿場・沼津方面 |

### 駅舎・設備
1番線北側に木造で蔵造り風の駅舎が置かれている。これは太平洋戦争中に空襲で被弾したこともあるが、修理・改修されて使用されている。駅舎とホーム間の移動用に、1番線の下を通る地下通路が設けられている。
JR全線きっぷうりばが設置されている。自動券売機、簡易TOICA改札機が設置されている。
当駅はJR東海の駅員配置駅（直営駅）の一つである。かつては駅長が配置され、夜間も常駐していたが、現在は配置されていないため、管理駅である松田駅が当駅を管理している。また早朝・夜間は無人駅となる。

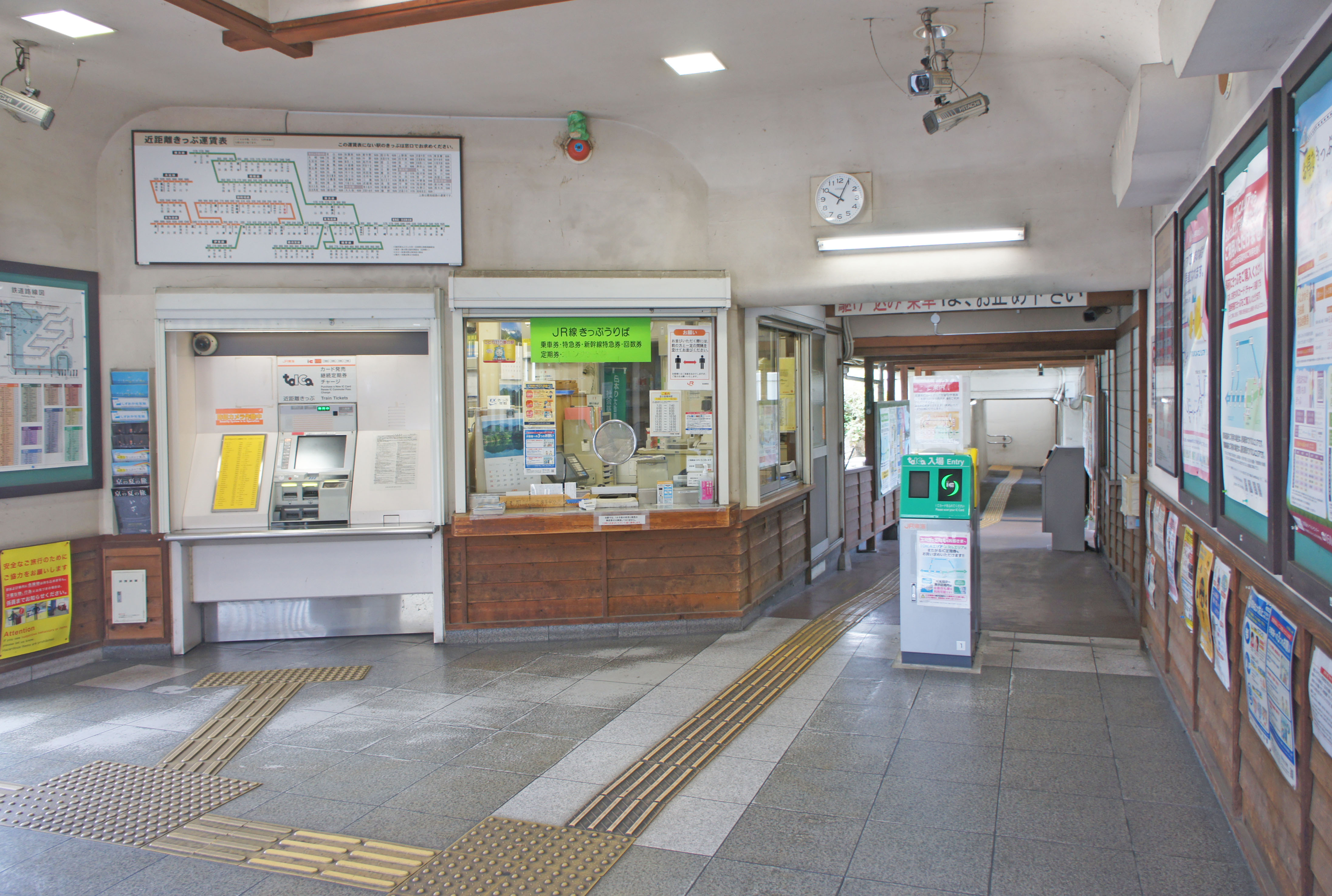
改札口（2022年6月）
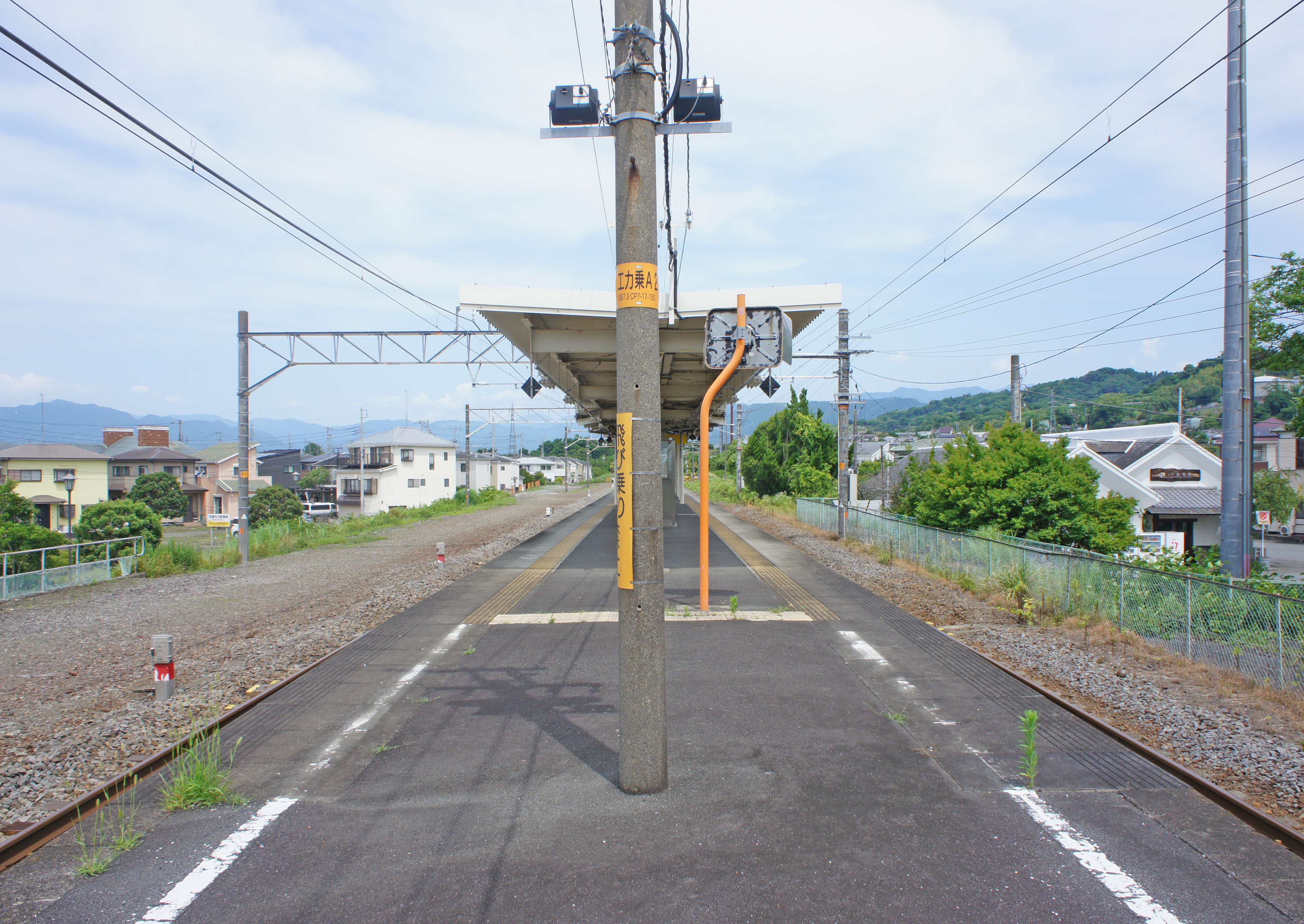
ホーム（2022年6月）

## 貨物取扱

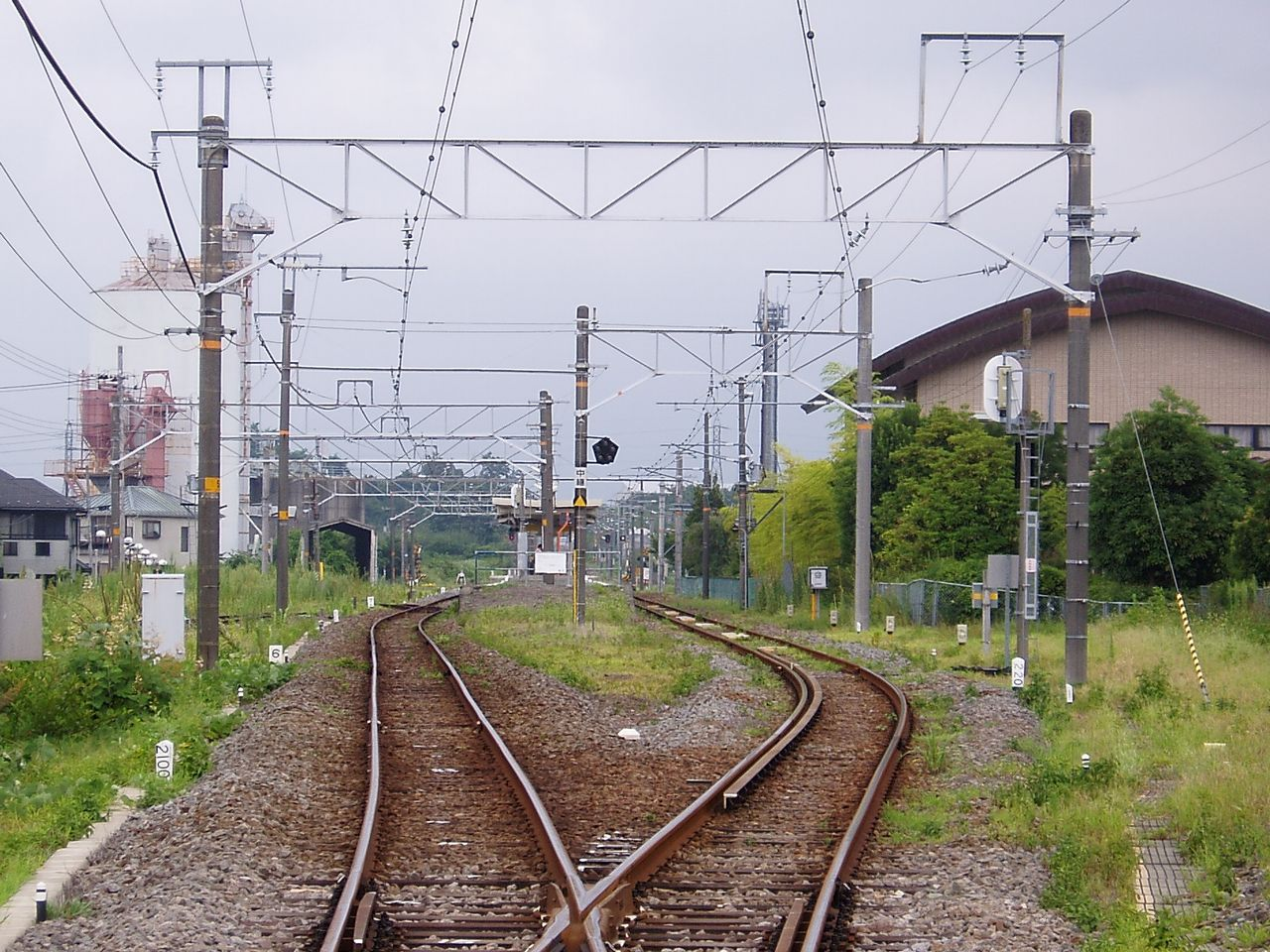
駅構内を望む。写真左側が太平洋セメント専用線（2008年8月）

現在、JR貨物の駅は臨時の車扱貨物のみ取扱っており、定期貨物列車の発着はない。かつては太平洋セメント（旧・秩父セメント）小田原サービスステーションや住友大阪セメント（旧・住友セメント）下曽我サービスステーション（いずれも現在は閉鎖）のセメント荷役設備へ続く専用線が駅から分岐しており、当駅にセメントが到着していた。末期は太平洋セメント専用線のみ使用され、武州原谷駅発送のセメントが到着していたが、1998年にセメント輸送は廃止された。
また、1960年代までは駅西にある酒匂川へ向かう砂利採取線が分岐していた。3km余りのこの砂利採取線は譲原砂利株式会社が使用し、廃線跡の大部分は道路に転用されている。

## 利用状況
「神奈川県県勢要覧」によると、2021年度（令和3年度）の1日平均乗車人員は1,091人である。
1998年度（平成10年度）以降の推移は以下のとおりである。
| 乗車人員推移       | 乗車人員推移     | 乗車人員推移  |
| 年度               | 1日平均 乗車人員 | 出典          |
| ------------------ | ---------------- | ------------- |
| 1998年（平成10年） | 1,476            | [ 神奈川 2 ]  |
| 1999年（平成11年） | 1,446            | [ 神奈川 3 ]  |
| 2000年（平成12年） | 1,389            | [ 神奈川 3 ]  |
| 2001年（平成13年） | 1,386            | [ 神奈川 4 ]  |
| 2002年（平成14年） | 1,351            | [ 神奈川 4 ]  |
| 2003年（平成15年） | 1,362            | [ 神奈川 5 ]  |
| 2004年（平成16年） | 1,343            | [ 神奈川 5 ]  |
| 2005年（平成17年） | 1,367            | [ 神奈川 6 ]  |
| 2006年（平成18年） | 1,382            | [ 神奈川 7 ]  |
| 2007年（平成19年） | 1,389            | [ 神奈川 8 ]  |
| 2008年（平成20年） | 1,392            | [ 神奈川 8 ]  |
| 2009年（平成21年） | 1,359            | [ 神奈川 9 ]  |
| 2010年（平成22年） | 1,328            | [ 神奈川 9 ]  |
| 2011年（平成23年） | 1,282            | [ 神奈川 10 ] |
| 2012年（平成24年） | 1,331            | [ 神奈川 10 ] |
| 2013年（平成25年） | 1,354            | [ 神奈川 11 ] |
| 2014年（平成26年） | 1,307            | [ 神奈川 11 ] |
| 2015年（平成27年） | 1,307            | [ 神奈川 12 ] |
| 2016年（平成28年） | 1,350            | [ 神奈川 12 ] |
| 2017年（平成29年） | 1,360            | [ 神奈川 13 ] |
| 2018年（平成30年） | 1,349            | [ 神奈川 13 ] |
| 2019年（令和元年） | 1,313            | [ 神奈川 14 ] |
| 2020年（令和02年） | 1,022            | [ 神奈川 1 ]  |
| 2021年（令和03年） | 1,091            | [ 神奈川 1 ]  |

## 駅周辺
- 小田原市役所下曽我支所
- 下曾我郵便局
- 梅の里センター
- 曽我梅林
- 城前寺・曾我兄弟の墓
- 宗我神社
- 弓張の滝（剣沢川）
- 上府中公園
  - 上府中公園小田原球場
- 曽我病院

## バス路線
下曽我駅
- 富士急モビリティ
  - 小14・松04：新松田駅行
  - 国02：国府津駅行
  - 小14・小15：小田原駅行
  - 下01・松04：ダイナシティ行

下曽我駅入口
- 富士急モビリティ
  - 国07：新松田駅行 / 国府津駅行

## 隣の駅
東海旅客鉄道（JR東海）
CB 御殿場線
国府津駅 (CB00) - 下曽我駅 (CB01) - 上大井駅 (CB02)

### 記事本文